# Bicyrthermannia quadricornuta
Bicyrthermannia quadricornuta är en kvalsterart som först beskrevs av Chakrabarti och Bhaduri 1978.  Bicyrthermannia quadricornuta ingår i släktet Bicyrthermannia och familjen Nanhermanniidae. Inga underarter finns listade.